# Finn Sjöberg
Finn Ragnar Sjöberg, född 27 november 1951, är en svensk civilingenjör och musiker (gitarrist).
Sjöberg är uppväxt i Örebro. Han har spelat med bland andra Kvartetten som sprängde, Harpo, Magnus Uggla, Abba, Totte Wallin, Ulf Lundell och Lill Lindfors. Han har också varit producent på skivbolaget Metronome.
Han har givit ut två CD i eget namn.